# Grand Prix automobile de Bahreïn 2008
GP précédent GP suivant
Le Grand Prix automobile de Bahreïn 2008 (2008 Formula 1 Gulf Air Bahrain Grand Prix), disputé sur le circuit international de Sakhir le 6 avril 2008, est la 788e épreuve du championnat du monde de Formule 1 courue depuis 1950 et la troisième manche du championnat 2008.

## Essais libres

### Vendredi matin
| Pos | Pilote            | Voiture          | Chrono         | Écart   |
| --- | ----------------- | ---------------- | -------------- | ------- |
| 1   | Felipe Massa      | Ferrari          | 1 min 32 s 233 |         |
| 2   | Kimi Räikkönen    | Ferrari          | 1 min 32 s 350 | 0 s 117 |
| 3   | Nico Rosberg      | Williams-Toyota  | 1 min 32 s 415 | 0 s 182 |
| 4   | Lewis Hamilton    | McLaren-Mercedes | 1 min 32 s 705 | 0 s 472 |
| 5   | Heikki Kovalainen | McLaren-Mercedes | 1 min 32 s 868 | 0 s 635 |
| 6   | Kazuki Nakajima   | Williams-Toyota  | 1 min 33 s 121 | 0 s 888 |

### Vendredi après-midi

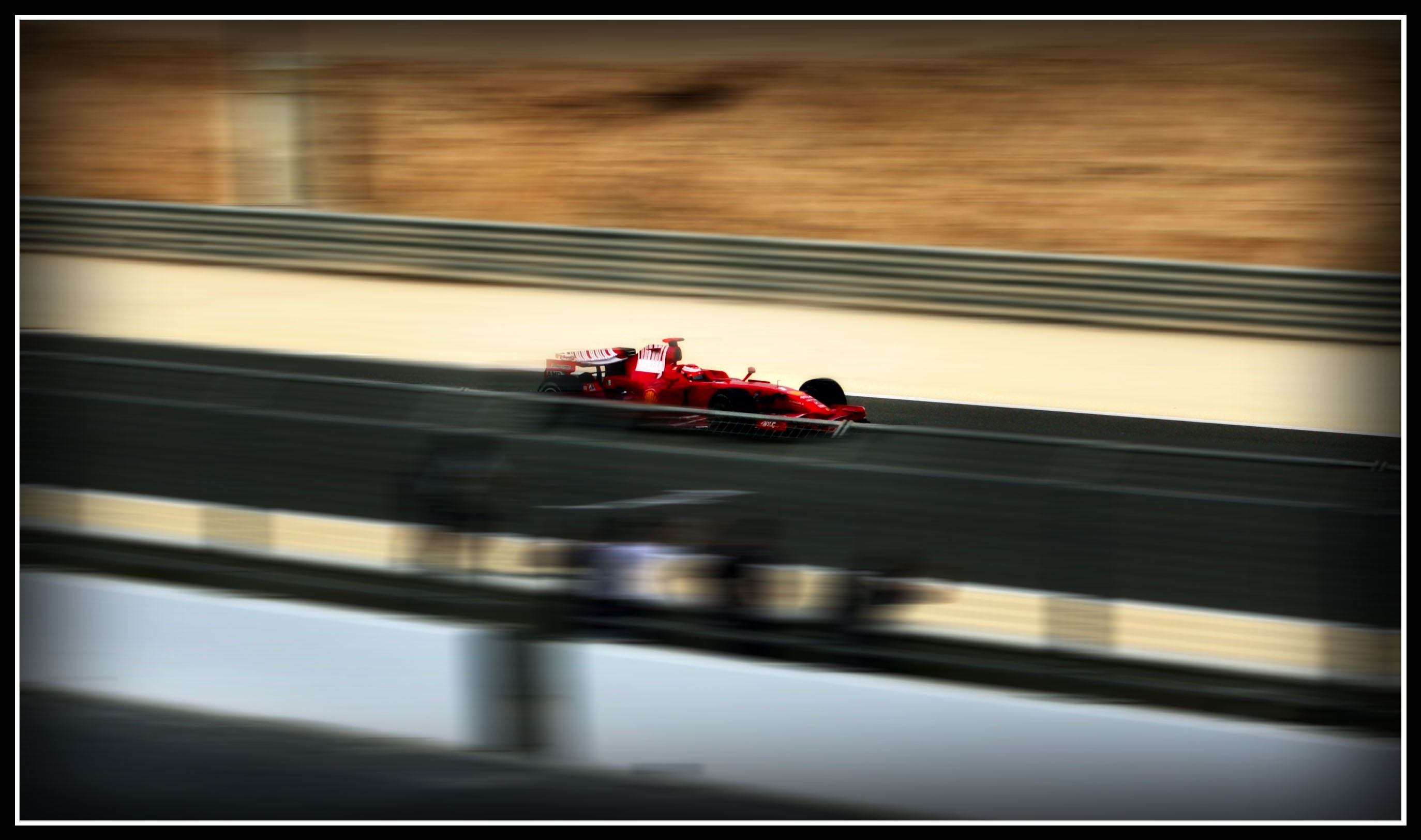
Kimi Räikkönen à Bahreïn en 2008

| Pos | Pilote            | Voiture          | Chrono         | Écart   |
| --- | ----------------- | ---------------- | -------------- | ------- |
| 1   | Felipe Massa      | Ferrari          | 1 min 31 s 420 |         |
| 2   | Kimi Räikkönen    | Ferrari          | 1 min 32 s 327 | 0 s 907 |
| 3   | Heikki Kovalainen | McLaren-Mercedes | 1 min 32 s 752 | 1 s 332 |
| 4   | Lewis Hamilton    | McLaren-Mercedes | 1 min 32 s 847 | 1 s 427 |
| 5   | Robert Kubica     | BMW Sauber       | 1 min 32 s 915 | 1 s 495 |
| 6   | Nico Rosberg      | Williams-Toyota  | 1 min 33 s 022 | 1 s 602 |

### Samedi matin
| Pos | Pilote          | Voiture          | Chrono         | Écart   |
| --- | --------------- | ---------------- | -------------- | ------- |
| 1   | Nico Rosberg    | Williams-Toyota  | 1 min 32 s 521 |         |
| 2   | Felipe Massa    | Ferrari          | 1 min 32 s 726 | 0 s 205 |
| 3   | Mark Webber     | Red Bull-Renault | 1 min 32 s 742 | 0 s 221 |
| 4   | Jarno Trulli    | McLaren-Mercedes | 1 min 32 s 901 | 0 s 400 |
| 5   | David Coulthard | Red Bull-Renault | 1 min 32 s 918 | 0 s 417 |
| 6   | Kazuki Nakajima | Williams-Toyota  | 1 min 33 s 020 | 0 s 519 |

## Grille de départ

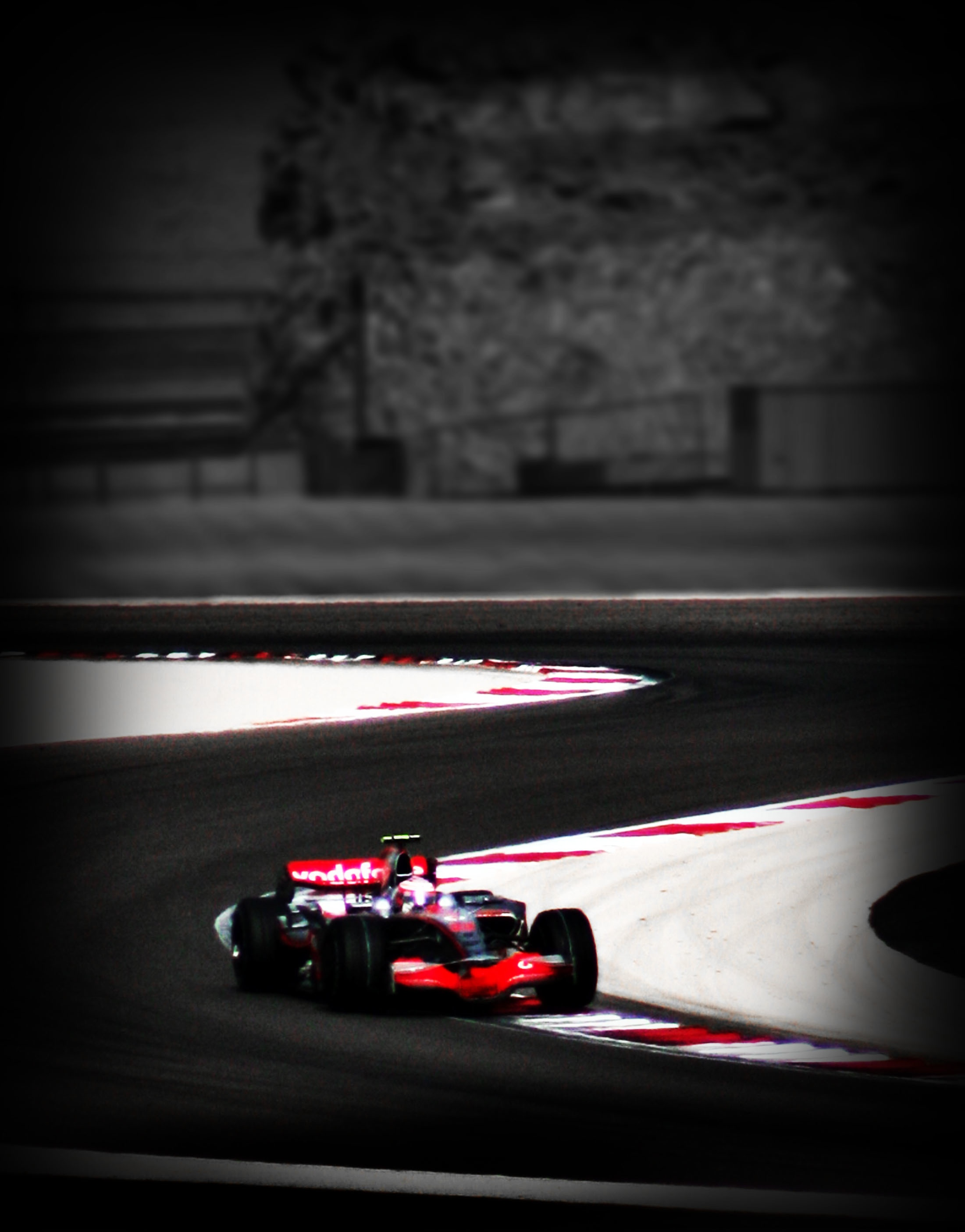
Heikki Kovalainen à Bahreïn en 2008

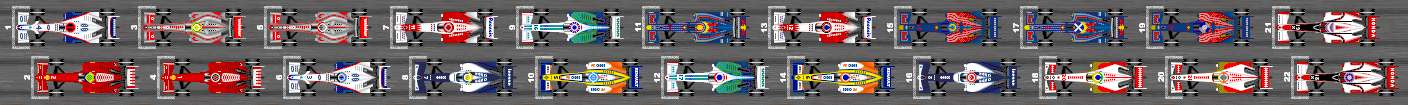
La grille de départ du Grand Prix

| Pos | Pilote               | Écurie              | Qualifications 1 | Qualifications 2 | Qualifications 3 |
| --- | -------------------- | ------------------- | ---------------- | ---------------- | ---------------- |
| 1   | Robert Kubica        | BMW Sauber          | 1 min 32 s 893   | 1 min 31 s 745   | 1 min 33 s 096   |
| 2   | Felipe Massa         | Ferrari             | 1 min 31 s 937   | 1 min 31 s 188   | 1 min 33 s 123   |
| 3   | Lewis Hamilton       | McLaren-Mercedes    | 1 min 32 s 750   | 1 min 31 s 922   | 1 min 33 s 292   |
| 4   | Kimi Räikkönen       | Ferrari             | 1 min 32 s 652   | 1 min 31 s 933   | 1 min 33 s 418   |
| 5   | Heikki Kovalainen    | McLaren-Mercedes    | 1 min 33 s 057   | 1 min 31 s 718   | 1 min 33 s 488   |
| 6   | Nick Heidfeld        | BMW Sauber          | 1 min 33 s 137   | 1 min 31 s 909   | 1 min 33 s 737   |
| 7   | Jarno Trulli         | Toyota              | 1 min 32 s 493   | 1 min 32 s 159   | 1 min 33 s 994   |
| 8   | Nico Rosberg         | Williams-Toyota     | 1 min 32 s 903   | 1 min 32 s 185   | 1 min 34 s 015   |
| 9   | Jenson Button        | Honda               | 1 min 32 s 793   | 1 min 32 s 362   | 1 min 35 s 057   |
| 10  | Fernando Alonso      | Renault             | 1 min 32 s 947   | 1 min 32 s 345   | 1 min 35 s 115   |
| 11  | Mark Webber          | Red Bull-Renault    | 1 min 33 s 194   | 1 min 32 s 371   |                  |
| 12  | Rubens Barrichello   | Honda               | 1 min 32 s 944   | 1 min 32 s 508   |                  |
| 13  | Timo Glock           | Toyota              | 1 min 32 s 800   | 1 min 32 s 528   |                  |
| 14  | Nelsinho Piquet      | Renault             | 1 min 32 s 975   | 1 min 32 s 790   |                  |
| 15  | Sébastien Bourdais   | Toro Rosso-Ferrari  | 1 min 33 s 415   | 1 min 32 s 915   |                  |
| 16  | Kazuki Nakajima      | Williams-Toyota     | 1 min 33 s 386   | 1 min 32 s 943   |                  |
| 17  | David Coulthard      | Red Bull-Renault    | 1 min 33 s 433   |                  |                  |
| 18  | Giancarlo Fisichella | Force India-Ferrari | 1 min 33 s 501   |                  |                  |
| 19  | Sebastian Vettel     | Toro Rosso-Ferrari  | 1 min 34 s 127   |                  |                  |
| 20  | Adrian Sutil         | Force India-Ferrari | 1 min 33 s 562   |                  |                  |
| 21  | Anthony Davidson     | Super Aguri-Honda   | 1 min 34 s 140   |                  |                  |
| 22  | Takuma Satō          | Super Aguri-Honda   | 1 min 35 s 725   |                  |                  |

## Course

### Déroulement de l'épreuve

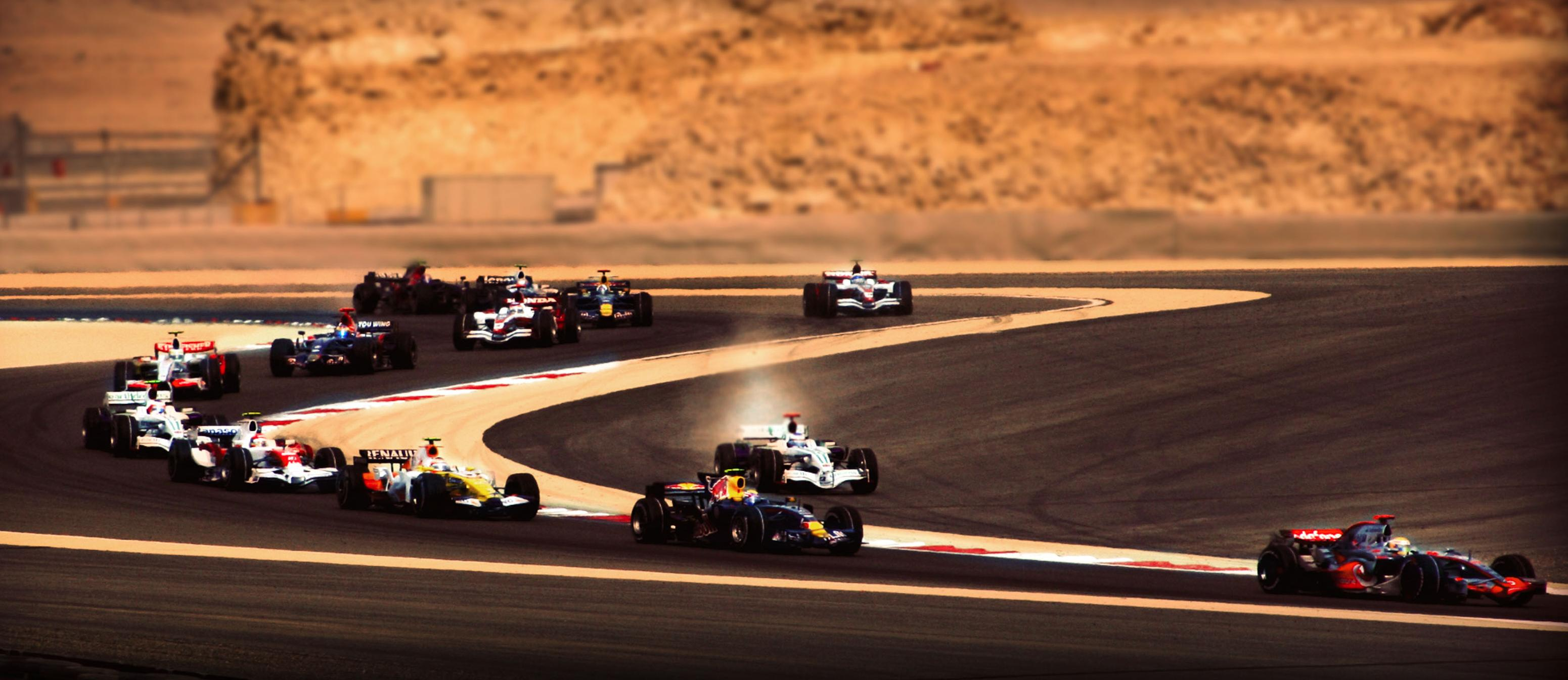
Le premier tour du Grand Prix 2008 : Lewis Hamilton mène le peloton tandis que Jenson Button est sorti de la piste et que Sebastian Vettel, est en tête-à-queue à l'arrière-plan.

Felipe Massa prend le meilleur au départ sur le poleman Robert Kubica, alors que Lewis Hamilton se loupe et se retrouve enfermé en milieu de peloton. Heikki Kovalainen bondit à la quatrième place à l'amorce du premier virage, Sebastian Vettel part en tête-à-queue à la suite d'une casse moteur. Jenson Button est aussi mal loti puisqu'il doit regagner son stand après une crevaison à l'arrière et doit repasser par les stands avant de boucler son tour, tour qu'Hamilton termine en neuvième position, derrière Fernando Alonso. 
Au tour suivant, Hamilton percute Alonso par l'arrière et détruit son aileron. Nelson Angelo Piquet est à son tour victime d'une crevaison et commence à se plaindre de soucis de boîte de vitesses. David Coulthard rentre à son stand, lui aussi sur crevaison. Le troisième passage voit Jarno Trulli, Nico Rosberg et Mark Webber (6e, 7e et 8e) se livrer une lutte sévère sans pour autant réussir à se dépasser. Ce n'est pas le cas de Räikkönen qui prend le meilleur sur Kubica pour le gain de la seconde place. Il est imité par Nick Heidfeld qui double Kovalainen et se retrouve quatrième.
Le ballet des ravitaillements débute au 18e tour avec Kubica, suivi par Rosberg. Pendant ce temps, Button s'accroche avec Coulthard en essayant de le dépasser. Button brise son aileron, repasse par les stands mais abandonnera au vingtième tours des conséquences de l'accrochage. Au quarantième tour, la boîte de vitesses de Piquet rend définitivement l'âme alors que Webber ravit la septième place à Rosberg et met la pression sur Trulli, sans toutefois trouver l'ouverture.
Felipe Massa remporte finalement sa première course de la saison (la première de sa carrière sans s'élancer de la pole) après deux résultats vierges. Il devance son coéquipier Räikkönen (à 3 secondes) et signent le 77e doublé de Ferrari. Kubica, troisième, monte sur son second podium consécutif tandis qu'Heidfeld se classe quatrième, ce qui permet à BMW Sauber de marquer à nouveau 11 points, égalant ainsi son meilleur résultat établi au Grand Prix précédent. Kovalainen, cinquième, sauve l'honneur de McLaren, Trulli, Webber et Rosberg complétant le top huit.

### Classement de la course
| Pos  | No | Pilote               | Écurie              | Tours | Temps/Abandon                      | Grille | Points |
| ---- | -- | -------------------- | ------------------- | ----- | ---------------------------------- | ------ | ------ |
| 1    | 2  | Felipe Massa         | Ferrari             | 57    | 1 h 31 min 06 s 970 (202,975 km/h) | 2      | 10     |
| 2    | 1  | Kimi Räikkönen       | Ferrari             | 57    | + 3 s 339                          | 4      | 8      |
| 3    | 4  | Robert Kubica        | BMW Sauber          | 57    | + 4 s 998                          | 1      | 6      |
| 4    | 3  | Nick Heidfeld        | BMW Sauber          | 57    | + 8 s 409                          | 6      | 5      |
| 5    | 23 | Heikki Kovalainen    | McLaren-Mercedes    | 57    | + 26 s 789                         | 5      | 4      |
| 6    | 11 | Jarno Trulli         | Toyota              | 57    | + 41 s 314                         | 7      | 3      |
| 7    | 10 | Mark Webber          | Red Bull-Renault    | 57    | + 45 s 473                         | 11     | 2      |
| 8    | 7  | Nico Rosberg         | Williams-Toyota     | 57    | + 55 s 889                         | 8      | 1      |
| 9    | 12 | Timo Glock           | Toyota              | 57    | + 1 min 09 s 500                   | 13     |        |
| 10   | 5  | Fernando Alonso      | Renault             | 57    | + 1 min 17 s 181                   | 10     |        |
| 11   | 17 | Rubens Barrichello   | Honda               | 57    | + 1 min 17 s 862                   | 12     |        |
| 12   | 21 | Giancarlo Fisichella | Force India-Ferrari | 56    | + 1 tour                           | 18     |        |
| 13   | 22 | Lewis Hamilton       | McLaren-Mercedes    | 56    | + 1 tour                           | 3      |        |
| 14   | 8  | Kazuki Nakajima      | Williams-Toyota     | 56    | + 1 tour                           | 16     |        |
| 15   | 14 | Sébastien Bourdais   | Toro Rosso-Ferrari  | 56    | + 1 tour                           | 15     |        |
| 16   | 19 | Anthony Davidson     | Super Aguri-Honda   | 56    | + 1 tour                           | 21     |        |
| 17   | 18 | Takuma Satō          | Super Aguri-Honda   | 56    | + 1 tour                           | 22     |        |
| 18   | 9  | David Coulthard      | Red Bull-Renault    | 56    | + 1 tour                           | 17     |        |
| 19   | 20 | Adrian Sutil         | Force India-Ferrari | 56    | + 1 tour                           | 20     |        |
| Abd. | 6  | Nelsinho Piquet      | Renault             | 40    | Boîte de vitesses                  | 14     |        |
| Abd. | 16 | Jenson Button        | Honda               | 19    | Accrochage avec Coulthard          | 9      |        |
| Abd. | 15 | Sebastian Vettel     | Toro Rosso-Ferrari  | 0     | Moteur                             | 19     |        |

- Légende: Abd.=Abandon

### Pole position et record du tour
- Pole position :  Robert Kubica (BMW Sauber) en 1 min 33 s 096 (209,281 km/h). Le meilleur temps des qualifications a quant à lui été établi par Felipe Massa lors de la Q2 en 1 min 31 s 188.
- Meilleur tour en course :  Heikki Kovalainen (McLaren) en 1 min 33 s 193 (209,244 km/h) au 49e tour.

### Tours en tête
- Felipe Massa (Ferrari) : 51 tours (1-39 / 46-57).
- Nick Heidfeld (BMW Sauber) : 4 tours (42-45).
- Robert Kubica (BMW Sauber) : 2 tours (40-41).

## Classements généraux à l'issue de la course
| Pos | Pilote             | Écurie             | Points |
| --- | ------------------ | ------------------ | ------ |
| 1   | Kimi Räikkönen     | Ferrari            | 19     |
| 2   | Nick Heidfeld      | BMW Sauber         | 16     |
| 3   | Lewis Hamilton     | McLaren-Mercedes   | 14     |
| 4   | Robert Kubica      | BMW Sauber         | 14     |
| 5   | Heikki Kovalainen  | McLaren-Mercedes   | 14     |
| 6   | Felipe Massa       | Ferrari            | 10     |
| 7   | Jarno Trulli       | Toyota             | 8      |
| 8   | Nico Rosberg       | Williams-Toyota    | 7      |
| 9   | Fernando Alonso    | Renault            | 6      |
| 10  | Mark Webber        | Red Bull-Renault   | 4      |
| 11  | Kazuki Nakajima    | Williams-Toyota    | 3      |
| 12  | Sebastien Bourdais | Toro Rosso-Ferrari | 2      |

| Pos | Écurie             | Points |
| --- | ------------------ | ------ |
| 1   | BMW Sauber         | 30     |
| 2   | Ferrari            | 29     |
| 3   | McLaren-Mercedes   | 28     |
| 4   | Williams-Toyota    | 10     |
| 5   | Toyota             | 8      |
| 6   | Renault            | 6      |
| 7   | Red Bull-Renault   | 4      |
| 8   | Toro Rosso-Ferrari | 2      |

## Statistiques
- 6e victoire de sa carrière pour Felipe Massa.
- 203e victoire pour Ferrari en tant que constructeur et motoriste.
- 77e doublé pour Ferrari en tant que constructeur et motoriste.
- 1re pole position de sa carrière pour Robert Kubica pour son 25e départ en Grand Prix.
- 1re pole position pour l'écurie BMW Sauber pour son 37e départ en Grand Prix.
- Pour la première fois depuis son engagement dans la discipline, l'écurie BMW Sauber prend la tête du classement des constructeurs avec 30 points contre 29 à Ferrari et 28 pour McLaren.
- À l'issue de l'épreuve, BMW Sauber passe le cap des 100 kilomètres en tête d'un Grand Prix (126 km) grâce à ses deux pilotes Heidfeld (22 km en tête) et Kubica (11 km en tête).
- C'est la première fois que Felipe Massa remporte une course sans s'être élancé depuis la pole position.
- Cette course marque la fin de la série de 19 podiums consécutifs raflés par McLaren, cette série avait débuté au Grand Prix d'Australie 2007.
- À la suite du scandale sexuel dans lequel il est impliqué, le président de la FIA, Max Mosley, a été prié par les organisateurs du Grand Prix de ne pas se présenter sur le circuit[1].